# Partito della Giustizia (Australia)
Il Partito della Giustizia (in inglese: Justice Party; ufficialmente: Derryn Hinch's Justice Party) è un partito politico australiano fondato nel 2015 dal conduttore televisivo Derryn Hinch.
La formazione propone principalmente un giro di vite su varie fattispecie di reato, specie in materia sessuale; il suo fondatore ha inoltre ventilato l'ipotesi di introdurre nell'ordinamento australiano la pena di morte.
In occasione delle elezioni federali del 2016, Hinch è stato eletto al Senato per lo stato di Victoria; non è confermato alle successive elezioni federali del 2019.

## Risultati
| Elezione          | Elezione | Voti    | %    | Seggi   |
| ----------------- | -------- | ------- | ---- | ------- |
| Parlamentari 2016 | Camera   | 16 885  | 0,12 | 0 / 150 |
| Parlamentari 2016 | Senato   | 266 607 | 1,93 | 1 / 76  |
| Parlamentari 2019 | Camera   | 26 803  | 0,19 | 0 / 151 |
| Parlamentari 2019 | Senato   | 105 459 | 0,72 | 0 / 40  |